# Walter Salles
Pour les articles homonymes, voir Salles.
Walter Salles est un réalisateur, scénariste, monteur et producteur brésilien né le 12 avril 1956 à Rio de Janeiro au Brésil. Ses distinctions incluent un Oscar qu'il a accepté pour le meilleur film international, trois prix au Festival de Cannes, trois prix au Festival du film de Venise, deux British Academy Film Awards, un Ours d'or et un Golden Globe. 
Son film Central do Brasil, lauréat de l'Ours d'or 1998 et du Golden Globe du meilleur film en langue étrangère, replace son pays sur la carte du cinéma mondial, quarante ans après le Cinema Novo des années 1960, et inaugure une nouvelle vague de films brésiliens par une génération de réalisateurs remarquables (Fernando Meirelles, José Padilha, Kleber Mendonça Filho). Lors de la 97e cérémonie des Oscars, son film acclamé par la critique Je suis toujours là (2024) a reçu une rare double nomination pour le meilleur film et meilleur film international; il a remporté ce dernier, devenant ainsi le premier film brésilien à remporter un Oscar.

## Biographie
Walter Salles est le fils du banquier, politicien et philanthrope Walther Moreira Salles (pt) (1912-2001), fondateur de l'Instituto Moreira Salles. Sa mère est Eliza Gonçalves, son frère aîné est le président d'Itau Unibanco Pedro Moreira Salles, et son frère cadet le réalisateur documentariste João Moreira Salles. Son demi-frère aîné est l'éditeur Fernando Moreira Salles.
Il commence sa carrière cinématographique dans les années 1980 en réalisant quelques documentaires. En 1991, il réalise sa première fiction : A grande arte. Mais la crise économique qui sévit au Brésil l'empêche de poursuivre dans la fiction. Il marque son retour en 1995 avec le thriller Terre lointaine. En 1997, il réalise pour la chaîne de télévision européenne Arte le premier épisode Le premier jour pour la série de courts métrages L'an 2000 vu par....
L'année suivante, il obtient une reconnaissance internationale avec la réalisation du film Central do Brasil qui se voit décerner l'Ours d'or à Berlin. Il réalise ensuite en 2001 le drame familial Avril brisé dans la campagne de Bahia.
En 2004, c'est à lui que revient la tâche de réaliser un film sur la pré-révolution de Che Guevara avec Carnets de voyage qui est présenté aux festivals de Sundance et de Cannes avant de rencontrer un gros succès, et entre autres prix un deuxième British Academy Film Award du meilleur film en langue étrangère.
Il reçoit le prix Robert-Bresson en 2009, reconnaissance de compatibilité de son œuvre avec l'Évangile.
Ayant vécu très jeune entre la France et les États-Unis, il parle couramment le français et l'anglais et, après ses deux road movies sud-américains réussis (Central do Brasil et Carnets de voyage), il adapte en 2012 Sur la route de Jack Kerouac. Le film convainc moins. Il réalise ensuite un documentaire sur Jia Zhangke, et prépare un film biographique sur le mystificateur Christian Gerhartsreiter, qui se faisait passer pour un membre de la famille Rockefeller.
En 2024, il réalise Je suis toujours là (Ainda Estou Aqui) qui remporte le prix du meilleur scénario à la Mostra de Venise. Le film, qui a réuni 3 millions de spectateurs dans les salles brésiliennes, est nommé dans trois catégories aux Oscars 2025 : meilleur film, meilleur film en langue étrangère et meilleure actrice pour Fernanda Torres (cette dernière ayant remporté le Golden Globe de la meilleure actrice).
Walter Salles a également coproduit plusieurs films importants de ses confrères, tels La Cité de Dieu de Fernando Meirelles, Le Ciel de Suely de Karim Aïnouz et Aquarius de Kleber Mendonça Filho.
Sa fortune personnelle est estimée en 2025 à 5,3 milliards de dollars, ce qui en fait le second cinéaste le plus riche du monde, derrière George Lucas.

## Filmographie

### Réalisateur

#### Longs métrages
- 1991 : A Grande Arte (pt)
- 1995 : Terre lointaine (Terra Estrangeira ), coréalisé avec Daniela Thomas
- 1998 : Central do Brasil
- 1998 : Le Premier Jour ou Minuit (O Primeiro Dia ou Meia notte) coréalisé avec Daniela Thomas
- 2001 : Avril brisé (Abril Despedaçado), scénariste
- 2003 : Carnets de voyage (Diários de Motocicleta)
- 2004 : Dark Water
- 2008 : Une famille brésilienne (Linha de Passe), coréalisé avec Daniela Thomas
- 2012 : Sur la route (On the Road)
- 2024 : Je suis toujours là (Ainda Estou Aqui)

#### Courts métrages
- 1995 : Socorro Nobre
- 1998 : Somos Todos Filhos da Terra (documentaire) coréalisé avec Daniela Thomas, Kátia Lund et João Moreira Salles
- 2002 : Armas e Paz coréalisé avec Daniela Thomas
- 2002 : Castanha e Caju Contra o Encouraçado Titanic coréalisé avec Daniela Thomas et George Moura ;
- 2006 : Paris, je t'aime (segment Loin du 16e) coréalisé avec Daniela Thomas
- 2007 : Chacun son cinéma (segment A 8 944 km de Cannes)
- 2008 : Stories of Human Rights (segment Voyage) coréalisé avec Daniela Thomas

### Producteur
- 2002 : Madame Satã de Karim Aïnouz
- 2002 : La Cité de Dieu (Cidade de Deus) de Fernando Meirelles
- 2002 : Frida de Julie Taymor : producteur exécutif
- 2005 : Bahia, ville basse (Cidade Baixa) de Sergio Machado
- 2005 : Hermanas de Julia Solomonoff
- 2006 : Le Ciel de Suely (O Ceu de Suely) de Karim Aïnouz
- 2006 : Nacido y criado de Pablo Trapero : coproducteur
- 2008 : Café de los maestros de Miguel Kohan
- 2008 : Leonera de Pablo Trapero : coproducteur
- 2009 : No Meu Lugar de Eduardo Valente
- 2010 : Quincas Berro d'Agua de Sergio Machado
- 2010 : Transeunte de Eryk Rocha
- 2013 : Habi, la extranjera de Maria Florencia Alvarez

## Distinctions
- 1996 : Grand Prix - film étranger au Festival International du film Entrevues à Belfort pour Terre Lointaine (Terra Estrangeira)
- 1998 : Ours d'or du meilleur film au Festival de Berlin pour Central do Brasil
- 2008 : Prix d'interprétation féminine au Festival de Cannes pour Sandra Corveloni dans Linha de Passe
- 2009 : Prix Robert-Bresson à la Mostra de Venise (décerné par l'Église catholique)
- 2025 : Oscar du meilleur film international pour Je suis toujours là (Ainda Estou Aqui)